# Old Flames
Albums de Sonny Rollins
Here's to the People
(1991) Sonny Rollins +3
(1993)
Old Flames est un album du saxophoniste ténor Sonny Rollins sorti en 1993 sur le label Milestone. Rollins est accompagné par le tromboniste Clifton Anderson, le pianiste Tommy Flanagan, le bassiste Bob Cranshaw, le batteur Jack DeJohnette. Jon Faddis au bugle, Alex Brofsky au cor d'harmonie et Bob Stewart au tuba complètent la formation.

## Réception
Le critique Scott Yanow parle « d'excellent CD » sur AllMusic et ajoute « une musique agréable et parfois passionnée par l'un des saxophonistes ténor classique ».

## Titres
| N° | Titre                     | Compositeur                                 | Durée |
| -- | ------------------------- | ------------------------------------------- | ----- |
| 1. | Darn That Dream           | Eddie DeLange, James Van Heusen             | 6:56  |
| 2. | Where or When             | Lorenz Hart, Richard Rodgers                | 8:09  |
| 3. | My Old Flame              | Sam Coslow, Arthur Johnston                 | 7:15  |
| 4. | Times Slimes              | Sonny Rollins                               | 6:58  |
| 5. | I See Your Face Before Me | Howard Dietz, Arthur Schwartz               | 9:41  |
| 6. | Delia                     | Franz Lehár                                 | 9:48  |
| 7. | Prelude to a Kiss         | Duke Ellington, Irving Gordon, Irving Mills | 7:18  |

## Enregistrement
Les morceaux sont enregistrés à New York en juillet et aout 1993.
| Musicien         | Instrument      | Titre |  | Équipe technique               |              |
| ---------------- | --------------- | ----- |  | ------------------------------ | ------------ |
| Sonny Rollins    | saxophone ténor | 1 - 7 |  | Sonny Rollins, Lucille Rollins | Producteur   |
| Clifton Anderson | trombone        | 1 - 7 |  | Jimmy Heath                    | Arrangeur    |
| Bob Cranshaw     | Basse           | 1 - 7 |  | Gene Curtis                    | Ingénieur    |
| Tommy Flanagan   | piano           | 1 - 7 |  | Dolores Metzner                | Photographie |
| Jack DeJohnette  | batterie        | 1 - 7 |  | Richard Corsello               | Remixing     |
| Jon Faddis       | bugle           | 1, 7  |  |                                |              |
| Alex Brofsky     | cor d'harmonie  | 1, 7  |  |                                |              |
| Bob Stewart      | tuba            | 1, 7  |  |                                |              |